# The Cuomo Mag
Cuomo Mag là một hộp tiếp đạn súng trường bán tự động AR-15 được đặt tên theo tên của Thống đốc New York, Andrew Cuomo, người đã ký Đạo luật NY SAFE vào luật cấm các băng đạn có khả năng chứa hơn 10 viên đạn. Nó được tạo ra bởi Defense Distributed và công khai vào khoảng tháng 1 năm 2013 
Nguyên mẫu ban đầu được tạo ra bằng cách sử dụng Objet Connex26 sử dụng vật liệu in VeroClear (một vật liệu trong suốt) để hiển thị số lượng vòng và hành động cho ăn của băng đạn thông qua phương pháp mô hình lắng đọng nóng chảy (FDM).
Băng đạn có 30 viên đạn và có thể xử lý đủ áp lực để bắn 227 viên đạn trong khi trao đổi các nòng súng trên súng trường để giữ cho chúng mát mẻ. Trong một thử nghiệm tại một phạm vi súng gần Austin, Texas, Defense Distributed bắn tổng cộng 342 viên đạn sử dụng băng đạn mà không có vấn đề gì.

## Nguyên mẫu ban đầu và sản phẩm cuối cùng
Các băng đạn được tạo ra với Objet Connex26 với VeroClear (một vật liệu trong suốt) để các vòng và hành động cấp vào có thể được quan sát. Nó không phải là một thành công, trong các thử nghiệm mà họ đã cố gắng bắn năm viên đạn trước khi băng đạn bị hỏng.
Vấn đề chính là cấp cho khẩu súng, để giải quyết vấn đề, nhóm nghiên cứu thêm than chì vào bên trong thân của băng đạn, sửa đổi rãnh chặn và chà nhám nó một lần nữa. Nguyên mẫu cuối cùng có thể bền hơn và bắn được 50 viên đạn mà vẫn còn nguyên vẹn. nhưng Defense Distributed nói rằng mặc dù băng đạn đã bắt đầu biến dạng do sức nóng, nó có thể bắn hơn 100 viên đạn.
Vào thời điểm đó (tháng 1 năm 2012) giá cho các băng đạn truyền thống tăng gấp năm lần so với giá tiêu chuẩn của họ, và lưu ý rằng các lựa chọn thay thế in 3D dùng một lần có thể cung cấp giải pháp rẻ hơn cho chủ sở hữu súng.
Theo tạp chí Forbes và tạp chí Wired, băng đạn AR-15 Cuomo được tạo ra bởi Defence Distributed đã bắn 227 viên đạn được tạo ra bằng cách sử dụng máy in Dimension  SST 3-D của Stratasys.